# Бэйянское правительство
Бэйянское правительство (кит. упр. 北洋政府, пиньинь běiyáng zhèngfǔ, палл. Бэйян чжэнфу, с кит. — «Пекинское правительство»)  — общее название правительства, управлявшего Китайской Республикой из Пекина в период 1912—1928 годов. Название правительства берёт начало от Бэйянской армии, контроль над которой после падения империи Цин взял на себя Юань Шикай, и после смерти последнего в 1916 году правительство распалось на три враждующих друг с другом клики, во главе которых стояли бывшие бэйянские генералы. Северный поход Гоминьдана — южных противников правительства — под руководством Чан Кайши в 1927 сместил ослабленное внутренним противостоянием клик правительство и фактически объединил Китай в 1928.
Несмотря на то, что правительство не контролировало полноценно большинство провинций, оно пользовалось международным признанием как единственное законное правительство Китая и могло получать иностранную помощь в виде кредитов. C объединением Китая международное признание сместилось в пользу правительства партии Гоминьдан в Нанкине.

## Приход Юань Шикая к власти
В 1911 году в Китае произошла Синьхайская революция. Напуганные развалом страны Айсиньгёро Икуан и князь-регент Айсиньгёро Цзайфэн были вынуждены обратиться за помощью к Юань Шикаю — создателю Бэйянской армии. Юань Шикая обхаживали как республиканцы, так и маньчжуры, видя в нём ключевую фигуру. Оказавшись в столь выгодном положении, генерал искусно лавировал между той и другой стороной, быстро укрепляя свою личную власть. Ведя политический торг с Учанским правительством, он стремился поставить его на колени или хотя бы сделать более сговорчивым. Полный честолюбивых замыслов, Юань Шикай виртуозно использовал ситуацию, оказавшись центральной фигурой. На его кандидатуре в президенты сходились не только правое крыло и центр конституционно-либерального лагеря, но и левые, то есть революционеры. Балансируя между монархией и республикой, между революционерами и либералами, между династией и революционерами, Юань Шикай делал всё, чтобы ни одна из этих сторон не усилилась во вред его честолюбивым замыслам. Юань Шикай запугивал маньчжуров возможной резнёй со стороны революционеров, и в то же время шантажировал республиканцев возможностью своей сделки с династией. Дабы заставить республиканцев пойти на уступки, Юань Шикай упорно отстаивал идею конституционной монархии при номинальной власти императора.
Заручившись поддержкой держав, генерал устранил от дел Цзайфэна и Икуана, передав верховную власть в руки вдовствующей императрицы Лунъюй (тётя Пу И), слабой и безвольной женщины. Затем он ограничил доступ к ней сановников с докладами трону — отныне эти доклады направлялись кабинету министров (то есть самому генералу). На все ответственные военные и административные посты в правительстве и северных провинциях Юань Шикай спешно назначил своих доверенных людей. Покончив с регентством, он заставил императорский клан и маньчжурскую знать «пожертвовать» огромные средства на нужды Бэйянской армии. Цинская верхушка практически утратила всякое влияние в стране и реальной властью уже не обладала. Теперь генерал мог устранить династию Цин в нужный для него момент.
К началу 1912 года сложилось примерное равновесие сил между Севером и Югом. Обе стороны искали выход из создавшегося положения на путях мирных переговоров. Однако Юань Шикай прервал переговоры с Югом и объявил о своей приверженности конституционной монархии. По его указке императрица Лунъюй заявила от имени сына о сохранении империи, а верные Юань Шикаю генералы Бэйянской армии поклялись до конца сопротивляться республиканской форме правления. В ответ на это южане пригрозили походом на Пекин и объявлением гражданской войны.
По ряду причин Юань Шикай не хотел войны с восставшими провинциями. Располагая хорошо обученной, дисциплинированной и боеспособной армией, Юань Шикай мог легко разгромить республиканцев: их армии по боеспособности явно уступали бэйянским дивизиям, были рассредоточены на огромном пространстве, не имели единого командования, в их рядах было много новобранцев и добровольцев. Но такой силовой вариант грозил генералу потерей авторитета в армии и стране.
Со своей стороны, республиканцы не намеревались подставлять свои войска под удар «железных» бэйянских дивизий и вновь занялись поисками соглашения с Юань Шикаем. Видя, что южане готовы к компромиссу, генерал возобновил переговоры с республиканцами. Теперь он соглашался на установление республики, если южане гарантируют ему пост президента и устранят Сунь Ятсена. На возобновившихся переговорах Севера и Юга в Нанкине были выработаны условия отречения династии Цин. Согласно этому документу, Пу И отказывался от всех своих императорских титулов. После своего отречения император не должен был вмешиваться в дело формирования временного правительства.

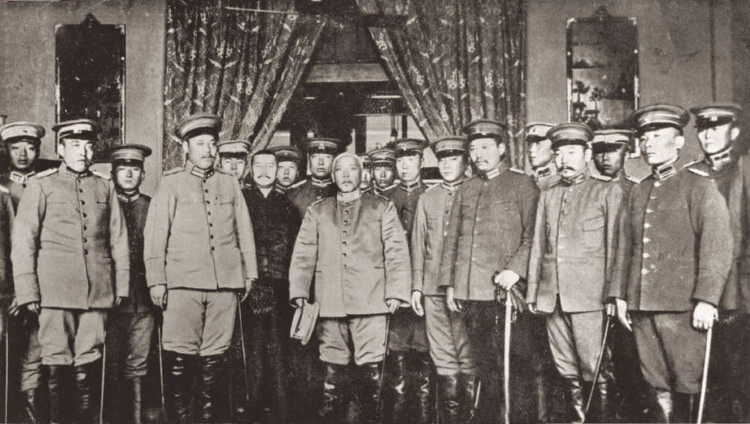
Избрание Юань Шикая Временным президентом Китайской республики

Когда в середине января 1912 года Юань Шикай передал этот документ на рассмотрение цинской верхушки, маньчжурские князья отвергли саму возможность отречения династии. 27 января Бэйянская армия устами 42 своих генералов потребовал введения республиканской формы правления. Затем «отец новой армии» вручил по сути ультиматум вдовствующей императрице Лунъюй, вынудив её примириться с неизбежным отстранением династии от власти. 1 февраля генерал получил от неё право на ведение переговоров с республиканцами об условиях отречения. Икуан и его сторонники поддержали требование об отречении Пуи. Уже не рассчитывая на раздел власти между маньчжурскими князьями и китайскими генералами, эта группировка стремилась договориться с Юань Шикаем о сохранении максимума возможного для императорского клана и «знамённой» верхушки. Сделка состоялась. 12 февраля было объявлено об отречении Пуи от верховной власти. Кроме того, особым императорским указом Юань Шикаю предписывалось сформировать временное республиканское правительство. 14 февраля Нанкинское собрание единогласно приняло отставку Сунь Ятсена, а на следующий день избрало Юань Шикая временным президентом Китайской республики.

## Смерть Юань Шикая и раскол страны
Придя к власти, Юань Шикай начал готовиться к гражданской войне. В апреле 1913 года он перевёл Бэйянскую армию в состояние повышенной боевой готовности, а к лету сумел сократить гоминьдановские войска на 16 дивизий. К концу 1913 года с республиканцами было покончено. 4 ноября 1913 года Юань Шикай объявил о роспуске партии Гоминьдан, а затем лишил гоминьдановцев парламентских мандатов. Так как гоминьдановцы составляли большинство в парламенте, то работа парламента оказалась парализованной из-за отсутствия кворума, и в январе 1914 года Юань Шикай упразднил парламент. В апреле 1914 года была принята новая Конституция, сделавшая Юань Шикая полным хозяином страны. После этого он начал спешно готовить реставрацию монархических порядков.
Летом 1915 года Юань Шикай инспирировал петиционную кампанию за провозглашение монархии и передачу ему престола. В провинциях прошли «референдумы», участники которых все как один высказались за восстановление монархии. 12 декабря 1915 года Юань Шикай официально объявил о своём согласии принять императорский трон. Было провозглашено образование Китайской империи.
Однако армия не поддержала Юань Шикая. Южные войска бывшей Наньянской армии в декабре 1915 года открыто выступили против него и начали войну в защиту республики. Бэйянские милитаристы также высказались против монархии, отрицательно к планам Юань Шикая отнеслись и европейские державы. В конце концов ему отказала в поддержке и Япония. 22 марта было объявлено об отмене монархии и о восстановлении республики. 6 июня 1916 года Юань Шикай скончался от алкоголизма. Президентом восстановленной республики стал генерал Ли Юаньхун, бывший при Юань Шикае вице-президентом.
Ещё в период плебисцитарной монархии Юань Шикая против него вступили в заговор три генерала — Сюй Шичан, Чжан Сюнь и Ни Сычун. Встретившись на церемонии похорон Юань Шикая, заговорщики решили реставрировать династию Цин, но им мешало соперничество между Чжан Сюнем и Сюй Шичаном.
В начале июня 1917 года Чжан Сюнь при поддержке японцев вмешался в борьбу за власть между президентом Ли Юаньхуном и бывшим премьер-министром Дуань Цижуем. 9 июня войска Чжан Сюня вступили в Пекин, а 1 июля было объявлено о восстановлении Цинской империи. Оказавшись отодвинутыми на задворки, прочие генералы-заговорщики объявили себя «защитниками республики», встревожились и генералы-республиканцы, увидев в Чжан Сюне второго Юань Шикая. Дуань Цижуй двинул свои войска на Пекин. К 12 июля монархический путч был подавлен. Заставив Ли Юаньхуна уйти в отставку и разогнав парламент, в котором большинство мест принадлежало гоминьдановцам, Дуань Цижуй сделал президентом Фэн Гочжана.
25 августа 1917 года в Гуанчжоу собрались депутаты разогнанного Дуань Цижуем парламента, которые отказались признать Бэйянское правительство и 3 октября избрали Сунь Ятсена «генералиссимусом Южного Китая».

## Правление милитаристских клик
После смерти Юань Шикая в 1916 Бэйянская милитаристская группировка раскололась на две соперничающие клики, названные (по происхождению их лидеров) Аньхойской и Чжилийской. Во главе первой стоял Дуань Цижуй, в сферу господства «аньхойских» генералов входили провинции Хэнань, Аньхой, Чжили, Шаньдун и Чахар. Изначально у неё не было крупной армии, однако потом Дуань Цижуй с помощью Японии под предлогом создания новых воинских формирований для участия в Первой мировой войне расширил и укрепил свои вооружённые силы; к 1919 году «аньхойцы» располагали четырьмя дивизиями и тремя бригадами. Во главе Чжилийской клики стоял Фэн Гочжан, поддержку которого осуществляли США и Британия.

### Правление Аньхойской клики

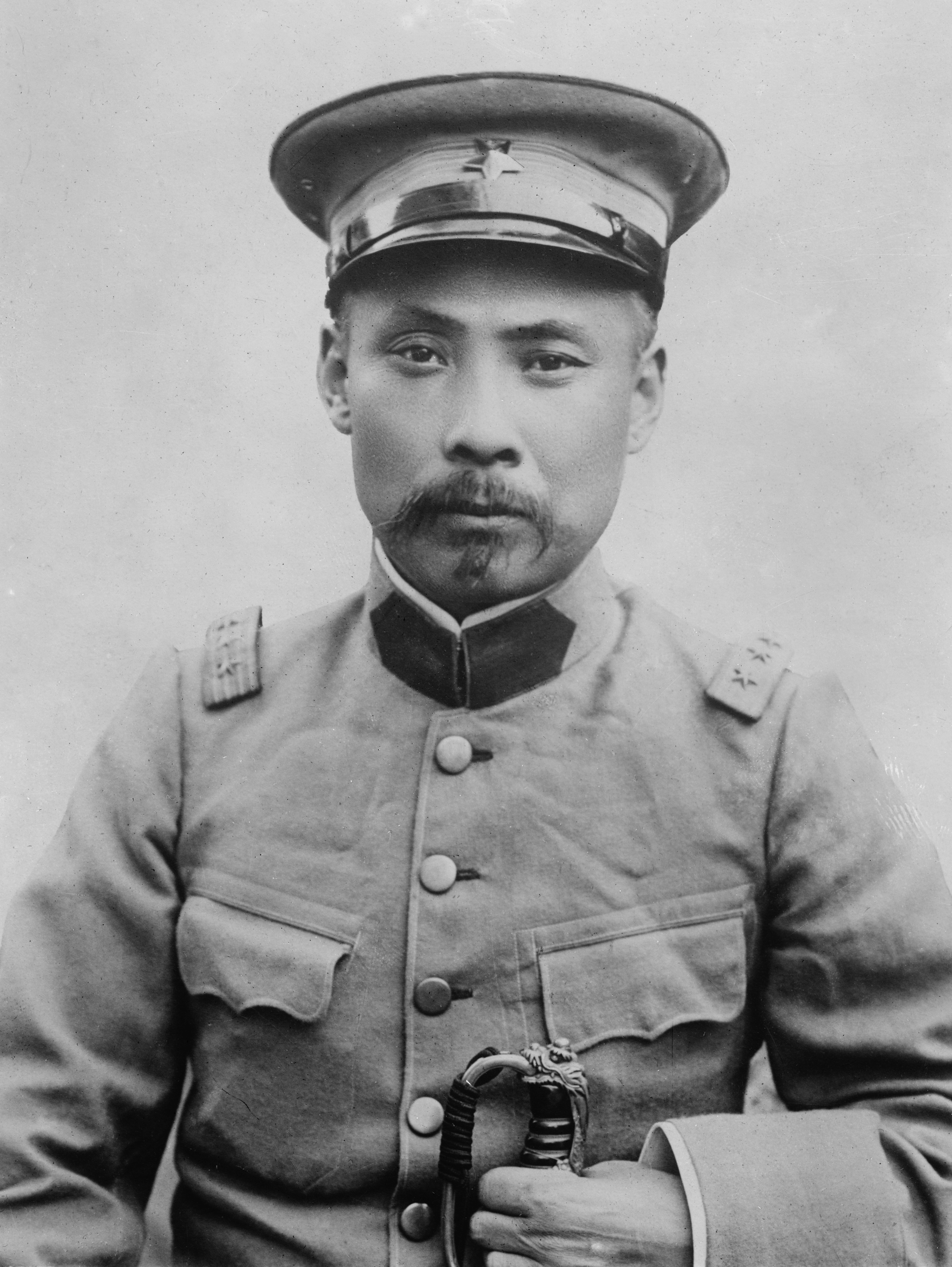
Дуань Цижуй

На выборах 1918 года три четверти мест в пекинском парламенте получили сторонники Дуань Цижуя. Так как Фэн Гочжан формально лишь завершал пятилетний президентский срок, начатый Юань Шикаем в 1913 году, его вынудили в октябре уйти в отставку, и на пост президента Дуань Цижуй провёл Сюй Шичана. Пост вице-президента был обещан Цао Куню, но оппозиционеры в парламенте сумели не допустить этого, что привело к расколу Дуаня и Цао. Дуань Цижуй ушёл с поста премьер-министра, но остался одним из крупнейших милитаристов страны.
В 1919 году капитулянтская позиция представителей Бэйянского правительства на Парижской мирной конференции привела к массовым протестам в стране, что серьёзно ослабило позиции Аньхойской клики. Тем временем Дуань Цижуй не стал распускать подготовленную для участия в Первой мировой войне армию а, переименовав её в «Северо-Западную пограничную армию», передал её Сюй Шучжэну, который молниеносно оккупировал Монголию. Однако это обострило отношения с Фэнтяньской кликой, глава которой — Чжан Цзолинь — рассматривал наличие такой силы у границ подвластной ему территории как угрозу.
В конце 1919 года умер Фэн Гочжан. Новыми лидерами Чжилийской клики стали Цао Кунь и У Пэйфу, которые стали готовить свержение власти Аньхойской клики. Цао Кунь и Чжан Цзолинь надавили на президента Сюй Шичана, требуя его смещения . Сюй Шичан, недовольный Дуань Цижуем за срыв мирных переговоров с южанами, поддержал их. В результате состоявшейся летом 1920 года Чжили-Аньхойской войны Аньхойская клика утратила своё влияние. В результате её ухода с политической арены был положен конец безраздельному японскому контролю над пекинским правительством, и в борьбу за контроль над Китаем вступили западные державы.

### Правление Чжилийской клики

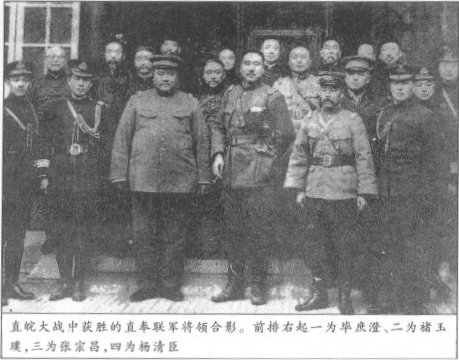
После войны Чжили-Аньхой клики Чжили и Фэнтяня совместно контролировали Бэйянское правительство

Несмотря на то, что роль Фэнтяньской клики в свержении власти «аньхойцев» была небольшой, ей позволили принять участие в управлении страной. Новым премьер-министром стал Цзинь Юньпэн, имевший связи как с «чжилийцами», так и с «фэнтяньцами». Опасаясь роста влияния У Пэйфу, Чжан Цзолинь под предлогом финансового кризиса сместил его в декабре 1921 года и поставил на его место Лян Шии. Месяц спустя У Пэйфу сумел сбросить Ляна, обнародовав телеграммы, доказывающие, что тот приказал китайским дипломатам на Вашингтонской конференции поддержать позицию Японии по Шаньдунскому вопросу. Чжан Цзолинь сформировал альянс с Дуань Цижуем и Сунь Ятсеном, и в апреле 1922 года началась Первая Чжили-Фэнтяньская война, в результате которой к июнь Чжан Цзолиню пришлось отступить в Маньчжурию.
После этого Чжилийская клика начала кампанию по восстановлению Ли Юаньхуна на посту президента. Было объявлено, что Сюй Шичан является нелегитимным президентом, так как избран нелегитимным парламентом. Сюй Шичану и Сунь Ятсену было предложено одновременно уйти в отставку и признать Ли Юаньхуна президентом единого Китая. У Пэйфу побудил южного милитариста Чэнь Цзюнмина изгнать Сунь Ятсена в обмен на признание контроля Чэня над провинцией Гуандун. Собрав у себя достаточно членов прежнего парламента, Чжилийская клика номинально реставрировала конституционное правительство, существовавшее до переворота Чжан Сюня.
После этого началось соперничество между У Пэйфу, фактически управлявшим Ли Юаньхуном как марионеткой, и Цао Кунем, который сам метил в президенты. Подкупив большинство членов парламента, Цао Кунь инспирировал импичмент, а затем добился того, чтобы в 1923 году президентом избрали его. Пост вице-президента был оставлен вакантным, но ни Чжан Цзолинь, ни Дуань Цижуй, ни Ли Юаньхун не пожелали связывать свою судьбу с Цао Кунем. В 1923 году парламент принял новую Конституцию.
В сентябре 1924 года состоялась Цзянсу-Чжэцзянская война. Ци Сеюань из Чжилийской клики легко победил Лу Юнсяна из Аньхойской клики, что привело к росту самоуверенности «чжилийцев». В результате, когда в сентябре началась Вторая Чжили-Фэнтяньская война, «чжилийцы» потерпели поражение.

### Временное исполнительное правительство

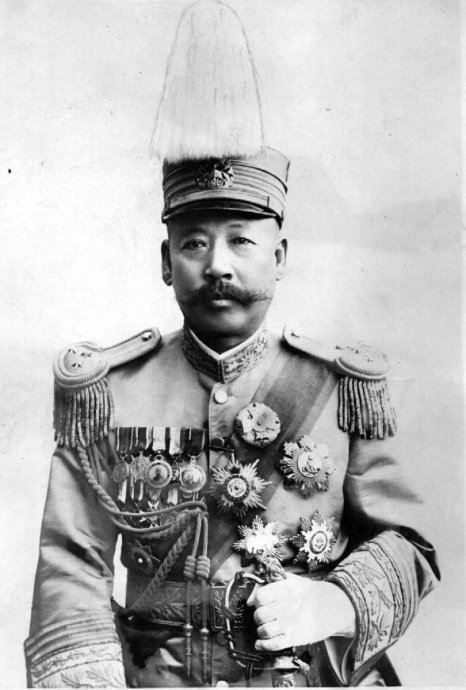
Цао Кунь

К поражению «чжилийцев» привёл Пекинский переворот, совершённый 23 октября 1924 года генералом Фэн Юйсяном. После переворота Фэн Юйсян поставил на пост президента Хуан Фу, который от его имени провел ряд реформ, включая выдворение бывшего императора Пуи из Запретного города. Однако Хуан Фу отказался гарантировать привилегии иностранцев, что вызвало недовольство Чжан Цзолиня. Фэн Юйсян и Чжан Цзолинь согласились распустить дискредитировавшее себя Национальное собрание и создать временное правительство во главе с Дуань Цижуем.
Временное правительство Дуань Цижуя объявило о созыве в Пекине совещания руководящих деятелей Китая для решения вопроса о будущем государственном устройстве страны. Сунь Ятсен принял приглашение, и отправился на север, надеясь добиться созыва подлинно демократического Национального собрания. 31 декабря 1924 года он прибыл в Пекин, однако его рак печени прогрессировал. 26 января Сунь Ятсену сделали операцию, которая показала, что его болезнь неизлечима. 12 марта 1925 года Сунь Ятсен умер.
В июле Дуань Цижуй созвал временный парламент, а с августа начала работать комиссия, разрабатывающая проект новой конституции. Однако 22 ноября генерал Го Сунлин предал Чжан Цзолиня и перешёл на сторону Фэн Юйсяна, в результате чего началась Анти-Фэнтяньская война. Фэн Юйсян был разбит. Бойня 18 марта 1926 года привела к падению правительства Дуань Цижуя. Когда месяц спустя Пекин был оккупирован войсками «фэнтяньцев», те не стали восстанавливать Дуань Цижуя.

### Безвластие и крах
После свержения Дуань Цижуя Чжан Цзолинь и У Пэйфу не смогли договориться о том, кто должен его заменить: У Пэйфу хотел вернуть к власти Цао Куня, но Чжан Цзолинь и слышать об этом не хотел. Последовала череда слабых правительств, которые фактически ничем не управляли, министры массами уходили в отставки. Лишь некоторые государственные службы, где работало много иностранцев — такие как почтовая служба или таможни — продолжали по инерции функционировать.
В 1926 году южане начали Северный поход, и к 1927 году разгромили войска «чжилийцев». Чжан Цзолинь в июне 1927 года получил титул генералиссимуса сухопутных и морских сил Китайской Республики (то есть, фактически, президента страны) и объявил своей целью «разгром красных ради спасения традиционных китайских ценностей и культуры». Началось восстановление государственных структур. Однако гоминьдановские силы достигали всё больших успехов, в июне 1928 году на их сторону перешёл Янь Сишань из провинции Шаньси и создал непосредственную угрозу Пекину. Чжан Цзолинь решил покинуть Пекин и вернуться в Маньчжурию, но погиб на станции Хуангутунь. Его сын Чжан Сюэлян признал власть Гоминьдана.

## Японские попытки возрождения бэйянского правительства
Японская империя, стремившаяся превратить Китай в своего вассала, находилась в плохих отношениях с гоминьдановским правительством Китайской республики, стремившимся сделать Китай сильной и независимой державой. Когда в 1932 году японцы создали в Маньчжурии Маньчжоу-го, то в его государственных символах была использована символика Бэйянского правительства. Бэйянскую символику использовали и другие японские марионеточные власти: Мэнцзян, Антикоммунистическое автономное правительство Восточного Цзи, Временное правительство Китайской республики, Реформированное правительство Китайской республики. Лишь Ван Цзинвэй, возглавивший в 1940 году марионеточное правительство Китайской республики, настоял на использовании гоминьдановской символики.

## Президенты Китая от Бэйянского правительства
- Юань Шикай (10.03.1912 — 22.12.1915)
- Юань Шикай (22.03.1916 — 06.06.1916)
- Ли Юаньхун (07.06.1916 — 01.07.1917)
- Ли Юаньхун (12.07.1917 — 17.07.1917)
- Фэн Гочжан (06.08.1917 — 10.10.1918)
- Сюй Шичан (10.10.1918 — 02.06.1922)
- Чжоу Цзыци (02.06.1922 — 10.06.1922)
- Ли Юаньхун (11.06.1922 — 13.06.1923)
- Гао Линвэй (14.06.1923 — 09.10.1923)
- Цао Кунь (10.10.1923 — 30.10.1924)
- Хуан Фу (31.10.1924 — 23.11.1924)
- Дуань Цижуй (24.11.1924 — 20.04.1926)
- Ху Вэйдэ (21.04.1926 — 12.05.1926)
- Янь Хуэйцин (13.05.1926 — 22.06.1926)
- Ду Сигуй (23.06.1926 — 30.09.1926)
- Гу Вэйцзюнь (01.10.1926 — 18.06.1927)
- Чжан Цзолинь (18.06.1927 — 04.06.1928)